# Pedro II de Moldavia
Pedro II de Moldavia, también conocido como Petru Mușat (siglo XIV-diciembre de 1391) fue príncipe de Moldavia entre 1375 y diciembre de 1391. En algunas listas de príncipes moldavos es considerado como Pedro I de Moldavia.

## Biografía

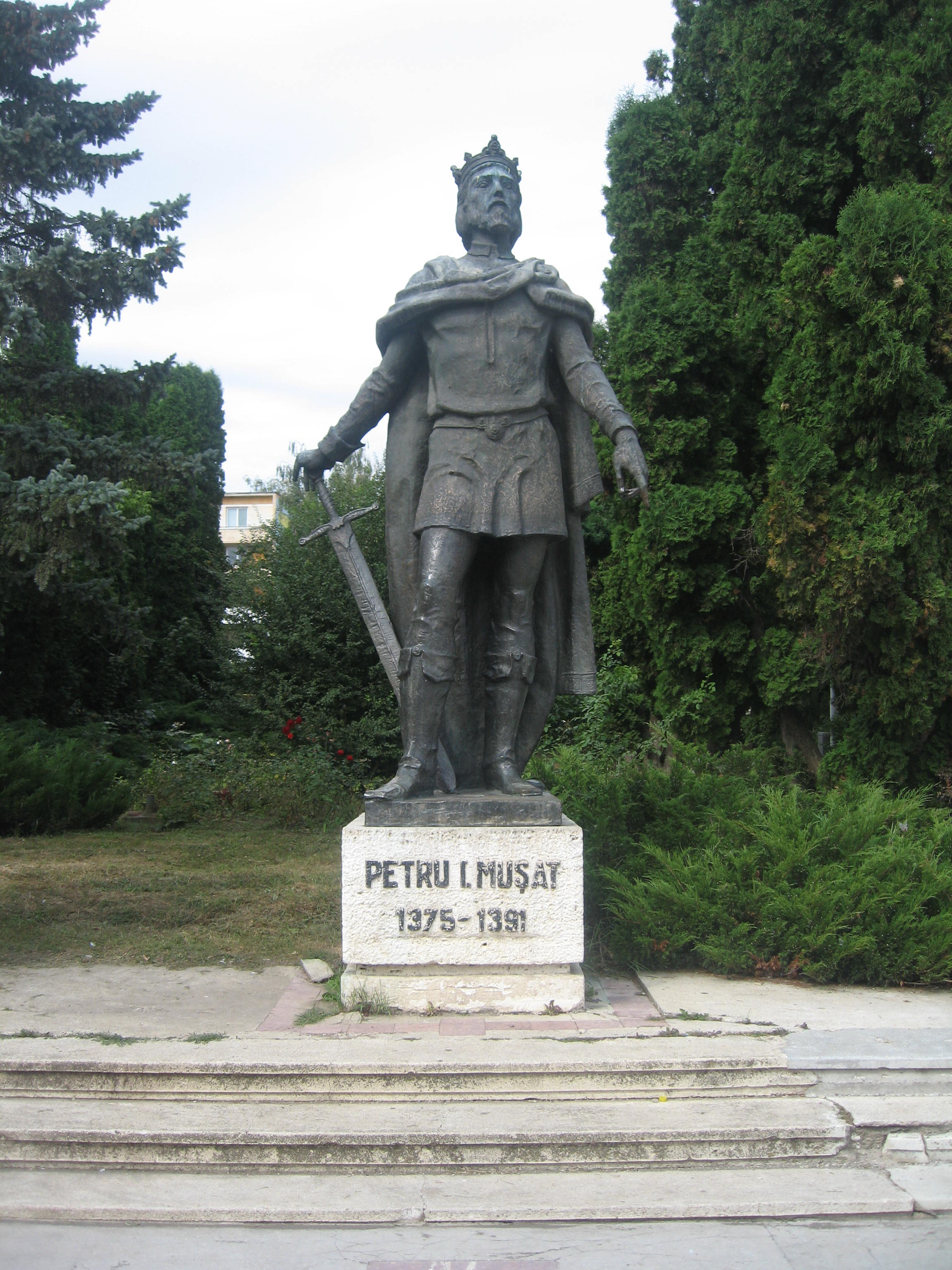
Estatua del gobernante en Suceava.

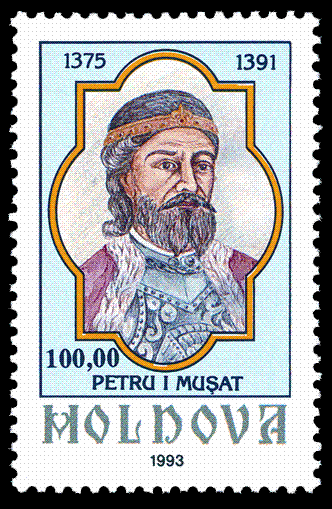
Pedro en un sello de Moldavia de 1993.

Según la tradición historiográfica moldava, era hijo de Costea y de Margareta Mușata, hija de Bogdan I.Sin embargo, estudios recientes sugieren la posibilidad de que fuera hijo de un sobrino de Bogdan I, Ștefan hijo de Iuga.
Sucedió a Lațcu, hijo de Bogdan I que se había convertido al catolicismo, que no había tenido hijos varones, solo una hija, Anastasia.
Se casó dos veces y tuvo dos hijos, Petru, con su primera esposa, e Ivașcu, de su segunda esposa, Olga, hija del príncipe Juan I el Viejo de Mazovia con la que se casó en 1388. Ivașcu sería más tarde pretendiente al principado con el apoyo de Polonia.
Bajo su dirección el principado de Moldavia se implicó activamente en las relaciones internacionales del sudeste de Europa. De esa época se conserva el primer acto auténtico emitido por la cancillería moldava, fechado el 1 de mayo de 1384. En este acto, Pedro tiene el título Petrus Waiwoda Dei gratia dux Terre Moldavie ("Petrus Voivoda, por la gracia de Dios señor del País de Moldavia").  Pedro I Mushat incluyó el principado moldavo en sistema de alianzas polaco-lituano. Las importantes fortalezas de Jotín o Țețina. 
Fijó la capital del principado en Suceava en 1385, y mantuvo en como obispo de Bélgorod del Dniéster a su hermano José en contra de los deseos del patriarca de Constantinopla Antonio IV, quien consideraba su nombramiento anticanónico al haber sido celebrada por el metropolitano de Hálych, lo que provocó su excomunión en 1387. Ese mismo año, Antonio envía a Moldavia a dos exarcas. Sobre el primero las fuentes guardan silencio. El otro, Teodosio, «no fue aceptado por el pueblo moldavo y regresó sin ningún éxito». Como escribe Nicolae Iorga, «el señor comprendió bien que Teodosio no era más que un metropolitano de origen griego y no quería que su Moldavia tuviera como jefe a un pastor extranjero». En 1391 llegó al principado el enviado del patriarca de Constantinopla Teodosio para estudiar la legalidad canónica del nombramiento no autorizado del jefe de la iglesia moldava, pero su visita fue infructuosa y Pedro no renunció a su decisión.
Los primeros contactos diplomáticos ruso-moldavos datan de su reinado. En 1386 el hijo de Dmitri Donskói, Vasili, se esconde en el principado de Moldavia tras pasar tres años como rehén de la Horda de Oro. Dmitri enviaría una embajada para recuperar a su hijo.
Durante su reinado mantuvo buenas relaciones con el rey de Polonia Ladislao II Jaguellón. El 27 de septiembre de 1387 le rindió homenaje en Lviv, haciendo del principado de Moldavia un feudo polaco -situación que no cambiaría hasta 1497-, integrando a Moldavia en el sistema de alianzas polaco-lituano. A la ceremonia asistiría el metropolita Cipriano de Kiev. La suzeranía polaca era más simbólica que práctica, pues en 1388, Pedro recibió el territorio de Pocutia como garantía de un préstamo 3,000 rublos de plata al rey polaco.
Petru también actuó como intermediario en la negociación entre el voivoida válaco Mircea y el rey polaco que resultarían en los tratados firmados por las dos partes en 1389 y 1390 en Radom, Lublin y Suceava, para formar una alianza contra el rey húngaro Segismundo.
A su reinado de atribuye la construcción del castillo de Suceava, el castillo y el monasterio de Neamț, la iglesia metropolitana de Suceava, la iglesia de la Santísima Trinidad de Siret y contribuyó a la construcción de la iglesia dominica de Siret, fundada por su madre. 

### Monedas

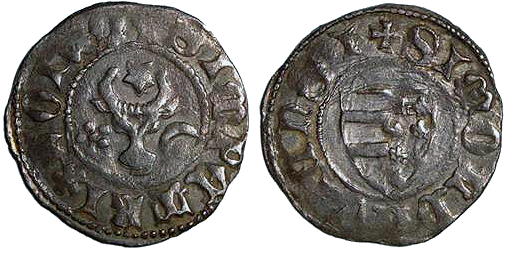
Moneda de Petru Mușat.

Durante su reinado fueron acuñados groschen  y medios groschen de plata, cuyo diseño serviría de patrón a los siguientes gobernantes moldavos.
Anverso: Cabeza de uro en vista frontal, con una estrella entre los cuernos, una rosa en la izquierda, una luna creciente en la derecha. En algunos casos, la disposición de la rosa y la luna se invierte. En otros, el uro sostiene una flor de lis en su boca. La leyenda es en latín: SIMPETRI WOIWOD.
Reverso: Escudo de armas, un escudo con tres o cuatro barras en la mitad derecha, y en la izquierda se hallan un número variable de flores de lis (entre una y siete). La leyenda es SIMOLDAVIENSIS.